# James Mercer (musicista)
James Russell Mercer (Honolulu, 26 dicembre 1970) è un cantautore e polistrumentista statunitense.
È noto in particolare come membro dei gruppi The Shins e Broken Bells.

## Biografia
Nato a Honolulu (Hawaii), ha vissuto da ragazzo anche in Inghilterra per motivi di lavoro del padre.
Nel 1992 ha fondato un gruppo chiamato Flake Music. Verso la fine degli anni '90 ha invece fondato il gruppo The Shins ad Albuquerque, nel Nuovo Messico. Contestualmente è stato accantonato il progetto relativo ai Flake Music e nel 2002 i The Shins, che avevano esordito ufficialmente nel 2001 con Oh, Inverted World, si sono ricollocati a Portland (Oregon).
Nel 2007 partecipa ai cori dell'album We Were Dead Before the Ship Even Sank dei Modest Mouse.
Mercer aveva già collaborato con Danger Mouse nel 2005, quando partecipa al brano Insane Lullaby, inedito fino al 2010, quando viene pubblicato nell'album Dark Night of the Soul. Tuttavia è nel 2009 che Mercer e Danger Mouse annunciano un nuovo progetto chiamato Broken Bells. Nel 2010 viene pubblicato l'album omonimo.